# Хоггарт, Ричард
Ричард Хоггарт (англ. Herbert Richard Hoggart; 24 сентября 1918, Лидс — 10 апреля 2014) — английский социолог литературы и культуры.

## Биография
Из рабочей семьи. Закончил Лидский университет. Во время Второй мировой войны служил в королевской артиллерии. После войны работал в университете Гулля (1946—1959) и Лестерском университете (1959—1962). В 1960 вместе с Э. М. Форстером, Р. Уильямсом и др. выступал экспертом на судебном процессе над издательством «Penguin Books», обвинявшемся в общественной непристойности — публикации романа Д. Г. Лоуренса «Любовник леди Чаттерлей». Некоторые считают, что именно его доводы повлияли на оправдательное решение суда.
Будучи профессором Бирмингемского университета (1962—1973), основал в нём Центр исследований современной культуры , до 1973 был его директором, заложив тем самым институциональные основы социологических исследований массовой культуры. Помощник генерального директора ЮНЕСКО (1971—1975), ректор Голдсмитсовского колледжа в Лондонском университете (1976—1984). Член различных общественных организаций и комитетов.

## Труды
Наиболее известна и переведена на многие языки его полубиографическая книга «The Uses of Literacy: Aspects of Working Class Life» (О пользе грамотности: Некоторые стороны жизни английского рабочего класса, 1957, франц. перевод — 1970). Ряд работ Хоггарта посвящён проблемам преподавания литературы, исследованию социальной и культурной роли аудиовизуальных медиа.

## Публикации
- Auden (1951, биография)
- The Uses of Literacy: Aspects of Working Class Life (1957)
- Teaching Literature (1963)
- Higher Education and Cultural Change: A Teacher’s View (1966)
- Contemporary Cultural Studies: An Approach to the Study of Literature and Society (1969)
- Speaking to Each Other: About Society v. 1 (1970)
- Speaking to Each Other: About Literature v. 2 (1970)
- Only Connect: On Culture and Communication (1972)
- After Expansion, a Time for Diversity: The Universities Into the 1990s (1978)
- An Idea and Its Servants: UNESCO from Within (1978)
- An English Temper (1982)
- The Future of Broadcasting (1982, в соавторстве с Дженет Морган)
- The Worst of Times: An Oral History of the Great Depression in Britain (1986, в соавторстве с Найджелом Греем)
- An Idea of Europe (1987)
- A Local Habitation, 1918-40 (1988)
- A Sort of Clowning: Life and Times, 1940-59 (1990, первый том автобиографии)
- An Imagined Life: Life and Times 1959-91 (1992, второй том автобиографии)
- Townscape with Figures: Farnham — Portrait of an English Town (1994)
- A Measured Life: The Times and Places of an Orphaned Intellectual (1994) .
- The Way We Live Now: Dilemmas in Contemporary Culture (1995)
- First and Last Things: The Uses of Old Age (1999)
- Between Two Worlds: Essays, 1978—1999 (2001)
- Between Two Worlds: Politics, Anti-Politics, and the Unpolitical (2002)
- Everyday Language and Everyday Life (2003)
- Mass Media in a Mass Society: Myth and Reality (2004)

## Интересные факты
В экранизации судебного процесса над романом Лоуренса — снятом по заказу Би-Би-Си телесериале «Дело леди Чаттерлей» (2006) роль Ричарда Хоггарта сыграл Дэвид Теннант.